# علي رضا بلال
علي رضا بلال (بالتركية: Ali Rıza Bilal)‏ هو مجدف تركي، ولد في 2 أبريل 1966.

## وصلات خارجية
- علي رضا بلال على موقع الاتحاد الدولي للتجديف (الإنجليزية)
- علي رضا بلال على موقع أوليمبيديا (الإنجليزية)